# Diocesi di Grand Rapids
La diocesi di Grand Rapids (in latino Dioecesis Grandormensis) è una sede della Chiesa cattolica negli Stati Uniti d'America suffraganea dell'arcidiocesi di Detroit. Nel 2023 contava 197.900 battezzati su 1.450.305 abitanti. È retta dal vescovo David John Walkowiak.

## Territorio

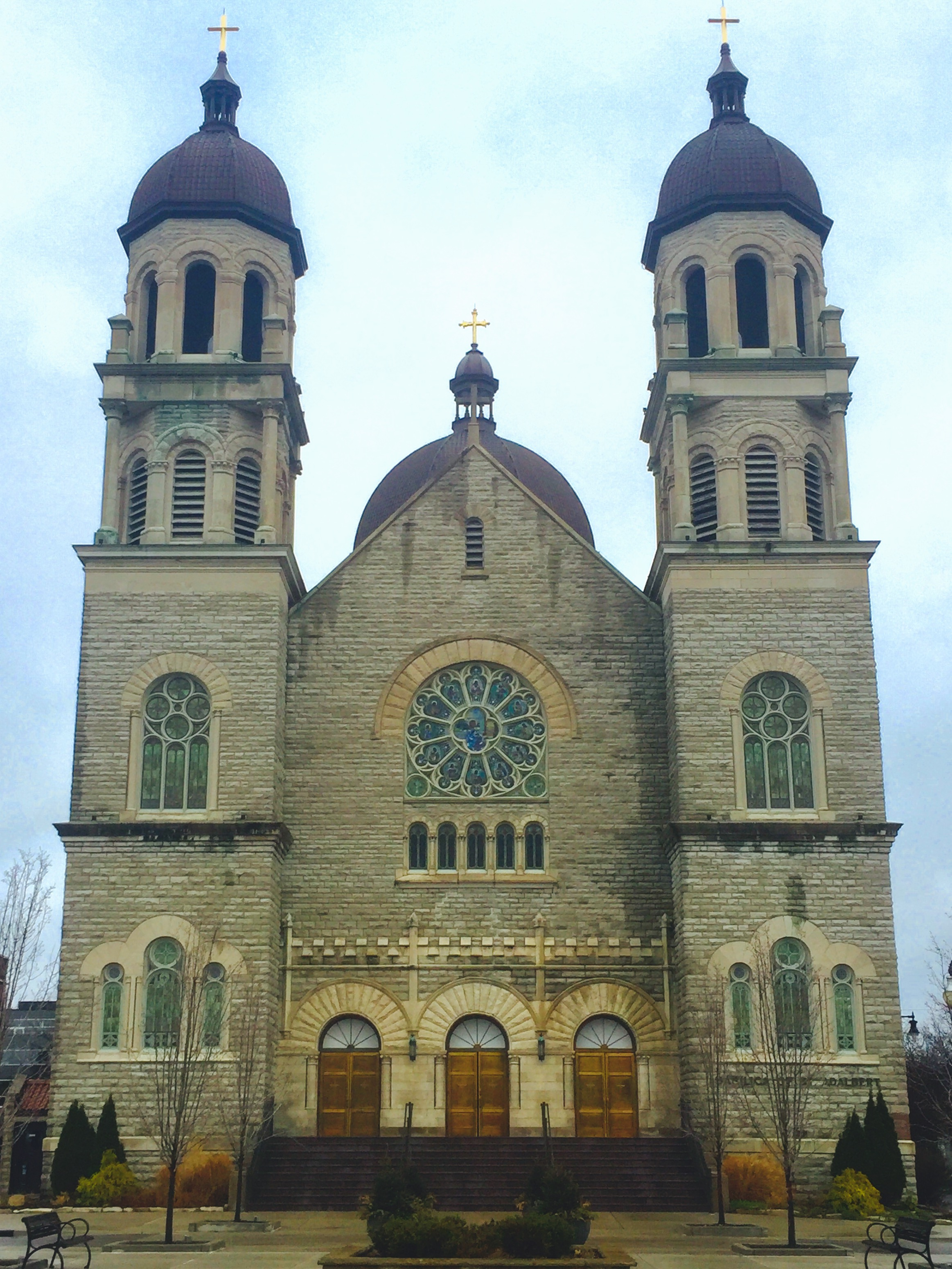
La basilica minore di Sant'Adalberto a Grand Rapids.

La diocesi comprende 11 contee nella parte centro-occidentale dello stato americano del Michigan: Ottawa, Kent, Ionia, Muskegon, Newaygo, Oceana, Montcalm, Mecosta, Lake, Mason e Osceola.
Sede vescovile è la città di Grand Rapids, dove si trova la cattedrale di Sant'Andrea (Cathedral of Saint Andrew). Nella stessa città sorge anche la basilica minore di Sant'Adalberto.
Il territorio si estende su 17.592 km² ed è suddiviso in 80 parrocchie.

## Storia
La diocesi è stata eretta il 19 maggio 1882 con la bolla Nobis aeterni pastoris di papa Leone XIII, ricavandone il territorio dalla diocesi di Detroit (oggi arcidiocesi).
Originariamente suffraganea dell'arcidiocesi di Cincinnati, il 22 maggio 1937 è entrata a far parte della provincia ecclesiastica dell'arcidiocesi di Detroit.
Il 26 febbraio 1938 ha ceduto una porzione del suo territorio a vantaggio dell'erezione della diocesi di Saginaw.
Il 19 dicembre 1970 ha ceduto altre porzioni di territorio a vantaggio della diocesi di Saginaw e per l'erezione delle nuove diocesi di Gaylord e di Kalamazoo.

## Cronotassi dei vescovi
Si omettono i periodi di sede vacante non superiori ai 2 anni o non storicamente accertati.
- Henry Joseph Richter † (30 gennaio 1883 - 26 dicembre 1916 deceduto)
- Michael James Gallagher † (26 dicembre 1916 succeduto - 18 luglio 1918 nominato vescovo di Detroit)
- Edward Denis Kelly † (16 gennaio 1919 - 26 marzo 1926 deceduto)
- Joseph Gabriel Pinten † (25 giugno 1926 - 1º novembre 1940 dimesso[2])
- Joseph Casimir Plagens † (14 dicembre 1940 - 31 marzo 1943 deceduto)
- Francis Joseph Haas † (26 settembre 1943 - 29 agosto 1953 deceduto)
- Allen James Babcock † (23 marzo 1954 - 27 giugno 1969 deceduto)
- Joseph Matthew Breitenbeck † (15 ottobre 1969 - 24 giugno 1989 ritirato)
- Robert John Rose † (24 giugno 1989 - 13 ottobre 2003 dimesso)
- Kevin Michael Britt † (13 ottobre 2003 - 16 maggio 2004 deceduto)
- Walter Allison Hurley (21 giugno 2005 - 18 aprile 2013 ritirato)
- David John Walkowiak, dal 18 aprile 2013

## Statistiche
La diocesi nel 2023 su una popolazione di 1.450.305 persone contava 197.900 battezzati, corrispondenti al 13,6% del totale.
| anno | popolazione | popolazione | popolazione | presbiteri | presbiteri | presbiteri | presbiteri                | diaconi | religiosi | religiosi | parrocchie |
| anno | battezzati  | totale      | %           | numero     | secolari   | regolari   | battezzati per presbitero | diaconi | uomini    | donne     | parrocchie |
| ---- | ----------- | ----------- | ----------- | ---------- | ---------- | ---------- | ------------------------- | ------- | --------- | --------- | ---------- |
| 1950 | 111.759     | 1.000.000   | 11,2        | 194        | 159        | 35         | 576                       |         | 41        | 760       | 162        |
| 1966 | 189.461     | 1.121.343   | 16,9        | 275        | 223        | 52         | 688                       |         | 40        | 1.098     | 130        |
| 1970 | 212.605     | 1.598.044   | 13,3        | 265        | 205        | 60         | 802                       |         | 67        | 1.021     | 130        |
| 1976 | 142.555     | 899.128     | 15,9        | 164        | 124        | 40         | 869                       | 22      | 50        | 623       | 88         |
| 1980 | 152.000     | 923.000     | 16,5        | 176        | 144        | 32         | 863                       | 17      | 34        | 609       | 92         |
| 1990 | 150.373     | 966.060     | 15,6        | 147        | 119        | 28         | 1.022                     | 18      | 31        | 416       | 90         |
| 1999 | 153.601     | 1.167.900   | 13,2        | 144        | 123        | 21         | 1.066                     | 20      | 1         | 296       | 90         |
| 2000 | 154.219     | 1.167.900   | 13,2        | 139        | 121        | 18         | 1.109                     | 20      | 20        | 295       | 91         |
| 2001 | 158.050     | 1.167.900   | 13,5        | 146        | 124        | 22         | 1.082                     | 18      | 24        | 294       | 91         |
| 2002 | 161.525     | 1.283.717   | 12,6        | 143        | 122        | 21         | 1.129                     | 18      | 23        | 283       | 90         |
| 2003 | 162.670     | 1.283.717   | 12,7        | 147        | 126        | 21         | 1.106                     | 26      | 22        | 279       | 90         |
| 2004 | 162.670     | 1.283.717   | 12,7        | 136        | 121        | 15         | 1.196                     | 29      | 16        | 273       | 91         |
| 2006 | 166.000     | 1.308.000   | 12,7        | 136        | 121        | 15         | 1.220                     | 48      | 17        | 249       | 90         |
| 2013 | 182.000     | 1.337.000   | 13,6        | 136        | 117        | 19         | 1.338                     | 37      | 20        | 370       | 82         |
| 2016 | 197.213     | 1.382.688   | 14,3        | 136        | 119        | 17         | 1.450                     | 38      | 18        | 295       | 82         |
| 2019 | 193.600     | 1.418.932   | 13,6        | 117        | 100        | 17         | 1.654                     | 33      | 18        | 225       | 80         |
| 2021 | 193.415     | 1.417.818   | 13,6        | 121        | 104        | 17         | 1.598                     | 39      | 18        | 237       | 80         |
| 2023 | 197.900     | 1.450.305   | 13,6        | 108        | 93         | 15         | 1.832                     | 46      | 23        | 209       | 80         |